# Parco nazionale di Kainji
Il parco nazionale di Kainji (Kainji National Park) è un parco nazionale della Nigeria occidentale situato sulle rive del Niger. Si trova ad un'altitudine compresa tra 120 e 340 m sul livello del mare. La piovosità annua si aggira intorno ai 1 000 mm.

## Storia
L'area attualmente occupata dal parco nazionale rientrava nei confini del protettorato britannico della Nigeria settentrionale. Nel primo decennio del XX secolo, i britannici designarono la zona di Keiji come «riserva forestale». Dopo aver effettuato un'indagine sulla fauna selvatica dell'Africa occidentale nel 1932, il colonnello A. H. Haywood raccomandò l'istituzione di una riserva faunistica anche nel Borgu e nell'area dell'odierno parco nazionale di Old Oyo. Nel 1963 la Borgu Game Reserve, con una superficie di 245 km², fu designata come seconda riserva naturale della Nigeria, sei anni dopo la creazione della Yankari Game Reserve. Ad essa seguì l'istituzione della Zugurma Game Reserve nel 1971 e nel 1976 entrambe le parti ricevettero lo status di parco nazionale. Le zone umide che circondano le Foge Islands, un gruppo di isole nel bacino artificiale, rientrano nella Convenzione di Ramsar.

## Geografia
Il parco nazionale di Kainji è costituito da due parti, la Borgu Game Reserve con un'area di 3 929 km² a ovest, a soli dieci chilometri dal confine con il Benin, e la Zugurma Game Reserve di 1 370 km² a est. Tra le due si trova il lago Kainji, un bacino idrico artificiale dove la pesca è rigidamente regolamentata.

## Flora
La Borgu Game Reserve è ricoperta, per la maggior parte, da una savana arbustiva con erbe alte e zone boschive. Il fiume Oli, ricco di acqua tutto l'anno, scorre attraverso l'area prima di confluire nel Niger. La Zugurma Game Reserve, ad est del lago, è invece ricoperta dalla foresta pluviale tropicale.

## Fauna
Finora nel parco nazionale di Kainji sono state censite 63 specie di mammiferi, 241 di uccelli e 28 di rettili e anfibi. Tra i mammiferi ricordiamo leoni, ippopotami, kob, babbuini, cefalofi dai fianchi rossi, tragelafi striati, redunche, silvicapre, antilopi roane, alcelafi occidentali, damalischi, oribi, bufali africani, facoceri, leopardi, caracal, iene e ricci. In passato nell'area del parco nazionale vivevano anche gli elefanti africani, ma i branchi presenti fuggirono verso il Benin, forse a causa dei combattimenti scoppiati nella vicina città di Wawa.